# Parigi-Bourges 2011
La Parigi-Bourges 2011, sessantunesima edizione della corsa e valevole come prova del circuito UCI Europe Tour 2011 categoria 1.1. Si svolse il 6 ottobre 2011 su un percorso di 190,9 km. Fu vinta dall'australiano Mathew Hayman che giunse al traguardo con il tempo di 4h30'29", alla media di 42,3 km/h.
Al traguardo 71 ciclisti portarono a termine il percorso.

## Squadre e corridori partecipanti
| N.      | Cod. | Squadra                     |
| ------- | ---- | --------------------------- |
| 1-8     | ALM  | AG2R La Mondiale            |
| 11-18   | THR  | HTC-Highroad                |
| 21-28   | SBS  | Saxo Bank-Sungard           |
| 31-38   | THR  | Team RadioShack             |
| 41-48   | VCD  | Vacansoleil-DCM             |
| 51-58   | SKY  | Sky Procycling              |
| 61-68   | EUC  | Team Europcar               |
| 71-78   | COF  | Cofidis, le Crédit en Ligne |
| 81-88   | SAU  | Saur-Sojasun                |
| 91-98   | FDJ  | FDJ                         |
| 101-108 | BSC  | Bretagne-Schuller           |

| N.      | Cod. | Squadra                        |
| ------- | ---- | ------------------------------ |
| 111-108 | LAN  | Landbouwkrediet                |
| 121-128 | TSV  | Topsport Vlaanderen-Mercator   |
| 131-138 | SKS  | Skil-Shimano                   |
| 141-148 | VWA  | Veranda's Willems-Accent       |
| 151-158 | TT1  | Team Type 1-Sanofi Aventis     |
| 161-168 | APP  | Team NetApp                    |
| 171-178 | AUB  | Big Mat-Auber 93               |
| 181-188 | RLM  | Roubaix-Lille Métropole        |
| 191-198 | LPM  | Vélo Club La Pomme Marseille   |
| 201-208 | EDR  | Endura Racing                  |
| 211-218 | CCD  | Team Differdange-Magic-SportF. |

## Ordine d'arrivo (Top 10)
| Pos. | Corridore       | Squadra        | Tempo    |
| ---- | --------------- | -------------- | -------- |
| 1    | Mathew Hayman   | Sky Procycling | 4h30'29" |
| 2    | Baden Cooke     | Saxo Bank      | s.t.     |
| 3    | Greg Henderson  | Sky Procycling | s.t.     |
| 4    | John Degenkolb  | HTC-Highroad   | s.t.     |
| 5    | Julien Simon    | Saur-Sojasun   | s.t.     |
| 6    | Alexandre Blain | Endura Racing  | s.t.     |
| 7    | Anthony Ravard  | AG2R La Mon.   | s.t.     |
| 8    | Romain Feillu   | Vacansoleil    | s.t.     |
| 9    | Samuel Dumoulin | Cofidis        | s.t.     |
| 10   | Chris Sutton    | Sky Procycling | s.t.     |